# Baszkord
Baszkord (XII wiek) - chan Połowców. Około 1152 poślubił nieznaną z imienia córkę Wsiewołodka, księcia horodeńskiego, wdowę po Włodzimierzu, księciu czernihowskim. 